# Jun Morinaga
Jun Morinaga (森永 純, Morinaga Jun, né en 1937 et mort le 5 avril 2018) est un photographe japonais, lauréat du « prix annuel » de l'édition 1980 des prix de la Société de photographie du Japon.